# Rachael Carpani
Rachael Ann Carpani (født 24. august 1980 i Sydney, Australia) er en australsk skuespillerinde. Hun voksede op i et hus nær Dural, New South Wales sammen med sin italienske far, Tony og sin australske mor Gael. 
Hun begyndte at læse skuespil på Australian College of Entertainment og på Drama Works Drama Company. Hun slog sit navn igennem da hun fik rollen som Jodi Fountain McLeod I den australiske tv-serie McLeod's Daughters. Carpani havde også en rolle i filmene Hating Alison Ashley, hvor også Delta Goodrem spillede med, og i All Saints.
Carpani forlod McLeod's Daughters for at forfølge sin drøm om en karriere i USA . Hun fik en rolle i serien Law Dogs men serien blev droppet før de kunne begynde at indspille.
Hun fik dog en ny chance NCIS Los Angeles startede som spinoff til NCIS som Amy i en episode: ”Keepin' It Real” sammen med blandt andre Chris O'Donnell .
Privat danner hun par med skuespilleren Matt Passmore, som hun mødte under indspilningerne til McLeod's Daughters da han spillede Marcus Turner.
Før det var hun sammen med Australian Rules Football spilleren Chad Cornes. 

## TV
| Status            | Show                    | Rolle                |
| ----------------- | ----------------------- | -------------------- |
| 2009              | NCIS: Los Angeles       | Amy                  |
| 2008              | Strike Team             | Susan Shapiro        |
| 2007              | Cane                    | Terry Greenway       |
| 2007              | Law Dogs                | Carly Owen           |
| 2001 - 2007, 2009 | McLeod's Daughters      | Jodi Fountain McLeod |
| 2001              | Home and Away           | Miranda              |
| 2001              | All Saints              | Emily Martin         |
| 2000              | Ihaka: Blunt Instrument | Tara                 |

## Movies
| Status | Film                 | Rolle         |
| ------ | -------------------- | ------------- |
| 2009   | Triangle             | Sally         |
| 2005   | Hating Alison Ashley | Valjoy Yurken |

## References
- http://mcleodsdaughters.ninemsn.com.au/article.aspx?id=4369 Arkiveret 21. marts 2007 hos  Wayback Machine
- http://www.theage.com.au/news/tv--radio/carpani-chases-us-fame/2007/01/07/1168104858139.html Carpani Chases U.S. Fame

### Fodnoter
1. ↑  Australian Television: Mcleod's Daughters: articles
2. ↑  "NCIS: Los Angeles" Keepin' It Real (2009)